# Musikjahr 1691
Liste der Musikjahre

◄◄ | ◄ | 1687 | 1688 | 1689 | 1690 | Musikjahr 1691 | 1692 | 1693 | 1694 | 1695 | ► | ►►

Weitere Ereignisse
Dieser Artikel behandelt das Musikjahr 1691.

## Ereignisse
- 19. Juli: Als der deutsche Komponist Nicolaus Vetter Hoforganist in Rudolstadt wird, tritt Johann Heinrich Buttstett dessen Nachfolge als Organist der Predigerkirche in Erfurt mit dem Titel eines Ratsorganisten an.

### Uraufführungen

#### Oper

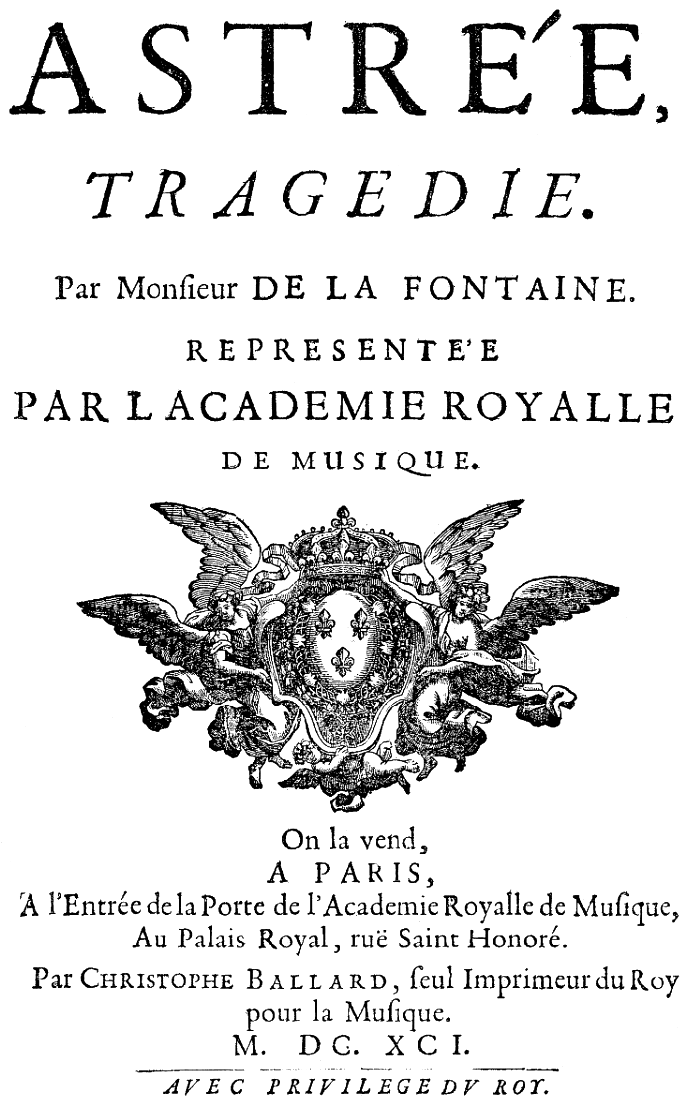
Astrée, Titelblatt des Librettos

- 00. Februar: Il zelo di Leonato von Agostino Steffani wird als überarbeitete Fassung von La superbia d’Alessandro auf ein Libretto von Ortensio Mauro im Theater in Hannover aufgeführt.
- 28. November: Pascal Collasses Tragédie lyrique Astrée auf das Libretto von Jean de La Fontaine wird in der Académie Royale de musique in Paris uraufgeführt.
- Die Semi-Oper King Arthur, or The British Worthy von Henry Purcell auf das Libretto von John Dryden hat Uraufführung im Queen’s Theatre, Dorset Garden in London.
- Die Uraufführung der Oper Orlando generoso, eines „dramma per musica“ in drei Akten von Agostino Steffani auf das Libretto von Ortensio Mauro erfolgt in Hannover.
- Marc’Antonio Ziani
  - Creonto. Libretto: Rinaldo Cialli. Dramma per musica in 3 Akten. Uraufführung in der Karnevalssaison im Teatro Sant’Angelo Venedig.[1]
  - L’amante eroe. Libretto: Domenico David. Dramma per musica in 3 Akten. Uraufführung in der Karnevalssaison im Teatro San Salvatore Venedig.[1]
  - La Virtù trionfante dell’Amore e dell’Odio (Gl’amori ministri della fortuna). Libretto: Francesco Silvani. Uraufführung im Herbst 1691 im Teatro San Salvatore Venedig.[1]

### Schauspielmusik
- Henry Purcell
  - The Gordian Knot Unty’d, Incidental Music Z 597
  - The Indian Emperor or The Conquest of Mexico, Incidental Music Z 598
  - The Knight of Malta, Incidental Music Z 599
  - The Old Bachelor, Incidental Music Z 607
  - The Richmond Heiress or A Woman Once in the Right, Incidental Music Z 608
  - The Wives’ Excuse or Cuckolds Make Themselves, Incidental Z

#### Weitere Werke
- 28. November: Das Schuldrama Fastus confusus seu a Juditha proprio ense fusus Holofernes von Heinrich Ignaz Franz Biber auf das Libretto von Vitus Kaltenkrauter wird in Salzburg zum ersten Mal aufgeführt.

### Instrumentalmusik
- Giovanni Legrenzi
  - Balletti e Correnti a cinque stromenti, con il basso continuo per il cembalo. Libro Quinto Postumo, op. 16 (veröffentlicht bei Giuseppe Sala, Venedig)
- Carl Rosier
  - Pièces choisies à la manière italienne (12 Triosonaten) für 2 Flöten oder Violinen und B. c. (Amsterdam) OCLC 842374939

### Vokalmusik
- Giovanni Battista Bassani
  - Salmi di compieta a trè e quattro voci concertati, con violini e ripieni op. 10 (Venedig)
- John Blow
  - Ode for St Cecilia’s Day
- Bianca Maria Meda
  - Motetti a 1, 2, 3, e 4 voci, con violini (Monti, Bologna) OCLC 605124950
- Henry Purcell:
  - Welcome, welcome glorious morn, Ode for Queen Mary’s Birthday Z 338, 30. April
  - Let us drink to the blades, Catch Z 259
  - The surrender of Limerick, Catch Z 278
  - Why, my Daphne, why complaining?, Song Z 525

### Publikationen
- Andreas Werkmeister – Musikalische Temperatur

## Geboren

### Geburtsdatum gesichert
- 28. Januar (getauft): Johann Balthasar König, deutscher Komponist und Kirchenmusiker († 1758)
- 09. Februar: Johann Gottlieb Tamitius, deutscher Orgelbauer († 1769)
- 22. Februar: Johann Kaspar Wetzel, deutscher evangelischer Theologe, Hymnologe und Kirchenlieddichter († 1755)
- 25. Februar: Georg Friedrich Merckel, elsässischer Orgelbauer († 1766)
- 07. März: Francesco Alborea, italienischer Cellist und Komponist († 1739)
- 19. März: Georg Christoph Munz, deutscher lutherischer Geistlicher, Gymnasiallehrer sowie Kirchenlieddichter († 1768)
- 11. Mai: Gaudentius Köck, österreichischer Orgelbauer († 1744)
- 25. Juli: Johannes Kohlhaas der Ältere, deutscher Orgelbauer († 1757)
- 27. November: Josef Antonín Planický, tschechischer Komponist († 1732)
- 30. Dezember (getauft): Conrad Friedrich Hurlebusch, deutscher Komponist († 1765)

### Genaues Geburtsdatum unbekannt
- Francesco Feo, italienischer Komponist († 1761)
- Johann Gottfried Riemschneider, deutscher Opernsänger († 1742)
- Johann Gottfried Vogler, deutscher Komponist, Kantor, Organist und Violinist († nach 1733)

### Geboren vor 1691
- Dorothea Sophia Feetz, reformierte deutsche Schriftstellerin und Librettistin († vor 1715)

### Geboren um 1691
- 1691 oder 1709: Martin Berteau, französischer Cellist und Komponist († 1771)

## Gestorben

### Todesdatum gesichert
- 22. Februar: Juan Bautista del Vado, spanischer Komponist, Organist und Violinist (* um 1625)
- 18. März: Johann Heinrich Mundt, tschechischer Orgelbauer deutscher Herkunft (* 1632)
- 28. März: Philipp Jakob Baudrexel, deutscher Theologe und Komponist (* 1627)

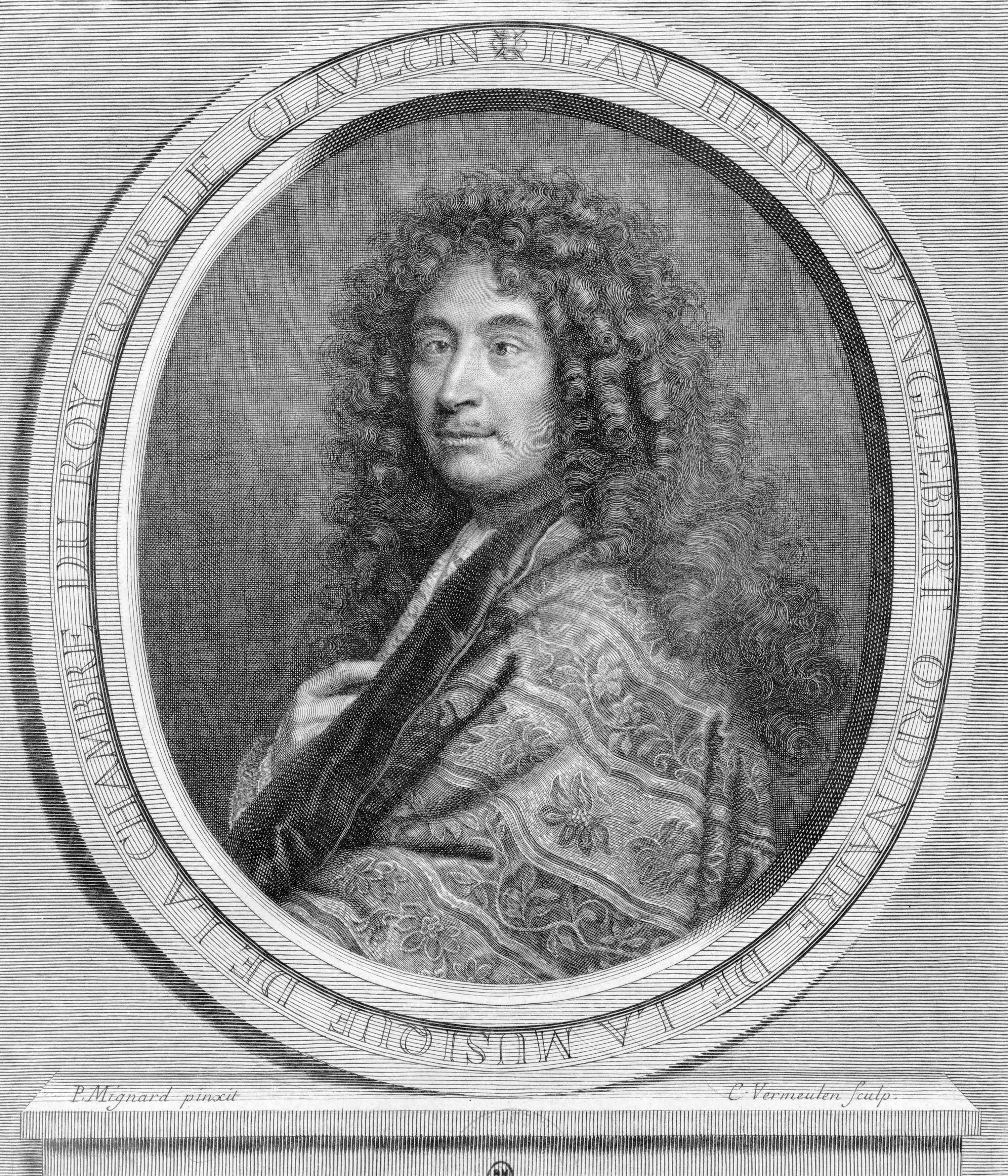
Jean-Henri d’Anglebert; † 23. April

- 23. April: Jean-Henri d’Anglebert, französischer Komponist, Cembalist und Organist (* 1629)
- 04. Mai: Pierre Borjon de Scellery, französischer Jurist und Komponist (* 1633)
- 02. Juli: Marc’Antonio Pasqualini, italienischer Sänger, Kastrat und Komponist (* 1614)
- 29. September: Esaias Hickmann, deutscher Jurist und Komponist (* 1638)
- 15. Oktober: Johann König, deutscher Orgelbauer (* 1639)
- 19. Oktober: Isaac de Benserade, französischer Dichter, schrieb begleitende Gedichte zu den Balletten Jean-Baptiste Lullys (* 1612 oder 1613)

### Genaues Todesdatum unbekannt
- Jean de Hotteterre, französischer Drechslermeister und Instrumentenbauer (* 16. oder 17. Jahrhundert)
- Johann Georg Reichwein, deutscher Kapellmeister und Komponist (* 1640)
- Giovanni Battista Volpe, italienischer Komponist und Kapellmeister (* um 1620)